# Theresa Schwegel
Œuvres principales
- Série Sloane Pearson

Theresa Schwegel, née le 20 juillet 1975 à Algonquin, dans l'État de l'Illinois, aux États-Unis, est une femme de lettres américaine, auteure de roman policier.

## Biographie
Theresa Schwegel passe presque toute son enfance à Chicago.
Elle fait des études supérieures en communications à l'université Loyola de Chicago, puis déménage en Californie pour entreprendre des études en cinéma à l'université Chapman, où la plupart de ses cours sont consacrés à la scénarisation. Elle travaille ensuite un temps dans la réécriture de scénarios pour des compagnies de production d'Hollywood, avant de revenir s'installer avec son époux et ses enfants à Chicago.
En 2005, elle publie son premier roman Une flic dans le pétrin (Officer Down) pour lequel elle est lauréate du prix Edgar-Allan-Poe 2006 du meilleur premier roman.

## Œuvre

### SérieSloane Pearson
1. Entorses au règlement, Actes Sud, coll. « Actes noirs » no 25, 2009 ((en) Probable Cause, 2006)  (ISBN 978-2-7427-8350-2)
2. (en) Last Known Address, 2009

### Romans indépendants
- Une flic dans le pétrin, Actes Sud, coll. « Actes noirs » no 15, 2008 ((en) Officer Down, 2005)  (ISBN 978-2-7427-7592-7)
- (en) Person of Interest, 2007
- (en) The Good Boy, 2013
- (en) The Lies We Tell, 2017

## Prix et distinctions

### Prix
- Prix Edgar-Allan-Poe 2006 du meilleur premier roman pour Officer Down[1]

### Nomination
- Prix Anthony 2006 du meilleur premier roman pour Officer Down[2]